# 高正義
高正义（韓語：고정의），高句丽末期大臣，在唐与高句丽的战争时担任对卢。唐朝史料只提到他担任对卢，他的名字是《三国史记》所记载。
645年（高句丽宝藏王四年、唐太宗贞观十九年），唐太宗率军攻克高句丽多座城池，直逼安市城。当时实际掌权的渊盖苏文命北部耨萨高延寿与南部耨萨高惠真统领十五万大军救援，对卢高正义年老熟悉吏事、经验丰富，对高延寿说：“秦王李世民以己之力，对内铲平各路豪杰，对外使突厥等四方部族臣服，此乃天降平定天下之英才，如今倾唐朝军队前来攻打我军，万万不可正面对抗。为我军考虑，不如按兵不动，这样旷日持久，分别派遣奇兵断其运粮通道，唐军粮食用光，而又求战不成，想要回去又无路可走，这样我军才能取胜。”他提出了持久战策略。但高延寿与高惠真并未采纳，随即与唐军展开正面决战，在驻跸山之战中惨败投降。此后，高正义收拢残余兵力，与安市城主共同据守安市城，阻断唐军补给，最终成功击退唐军。 

## 影视形象
- 2006～2007年SBS《渊盖苏文》李信宰饰演